# 奥塔维奥·布加蒂
奥塔维奥·布加蒂（義大利語：Ottavio Bugatti，1928年9月25日—2016年9月13日），意大利男子足球运动员，场上位置是守门员。他曾代表意大利国奥队参加1952年夏季奥林匹克运动会足球比赛。